# 에스라 이을드즈
에스라 이을드즈 카흐라만(튀르키예어: Esra Yıldız Kahraman, 1997년 7월 4일~)은 튀르키예의 권투 선수이다. 올림픽에 2회 참가했으며 2024년 하계 올림픽에서 여자 페더급 동메달을 획득했다. 또한 세계 선수권 대회에서 동메달 1개, 유럽 선수권 대회에서 동메달 1개를 획득했다.